# Classe 095
Tipo 095 (designazione cinese: 09-IV) è il nome con la quale è conosciuta una classe di cinque sottomarini nucleari da attacco in fase di sviluppo per la People's Liberation Army Navy (PLAN) della Repubblica Popolare Cinese.
Le informazioni diffuse sono state molto poche, con l'eccezione che lo sviluppo di questi battelli è stato avviato in risposta alle scarse prestazioni dei precedenti Tipo 093 (classe Shang). Tra le altre informazioni anticipate, inoltre, vi è anche quella secondo cui gli 095 avranno una traccia acustica sensibilmente ridotta, ed incorporeranno le ultime tecnologie subacquee russe. Lo scafo dei nuovi battelli, inoltre, sarà una versione ingrandita di quello dei Classe Xia (Tipo 092) e Jin (094).
Secondo alcune informazioni, inoltre, questi sottomarini dovrebbero essere armati, oltre che con tubi lanciasiluri, anche con missili da crociera antinave HY-4 con gittata massima di 3000 km, e potrebbero svolgere con successo il ruolo di scorta subacquea alle future portaerei in fase di sviluppo oggi in Cina. L'ingresso in servizio è previsto per il 2020.